# Dirka po Italiji 1912
Dirka po Italiji 1912 (italijansko Giro d'Italia 1912) je 4. izvedba dirke po Italiji, tritedenske moške cestne kolesarske etapne dirke. Začela se je 19. maja v Milanu in končala 4. junija v Bergamu. Sodelovalo je 56 kolesarjev iz 14-ih ekip. Edinkrat v zgodovini je dirka potekala le kot tekmovanje ekip. Skupno zmago je osvojila ekipa Atala–Dunlop, za katero so tekmovali Carlo Galetti, Eberardo Pavesi in Giovanni Micheletto, drugo mesto Peugeot–Wolber, tretje pa Gerbi.

## Ekipe
- Atala–Dunlop
- Bergami
- Bianchi
- Favero-Dunlop
- Gerbi
- Globo
- Goericke
- Legnano
- L'Italiana
- Peugeot–Wolber
- Ranella
- Senior
- Soriani
- Stucchi

## Etape
| Etapa | Datum    | Štart/Cilj        | Razdalja    | Tip         | Tip             | Zmagovalec                               | Vodilni        |
| ----- | -------- | ----------------- | ----------- | ----------- | --------------- | ---------------------------------------- | -------------- |
| 1     | 19. maj  | Milano – Padova   | 398,8 km    |             | ravninska etapa | Giovanni Micheletto (ITA) (Atala–Dunlop) | Atala–Dunlop   |
|       | 20. maj  | dan počitka       | dan počitka | dan počitka | dan počitka     | dan počitka                              | dan počitka    |
| 2     | 21. maj  | Padova – Bologna  | 328,8 km    |             | gorska etapa    | Vincenzo Borgarello (ITA) (Legnano)      | Atala–Dunlop   |
|       | 22. maj  | dan počitka       | dan počitka | dan počitka | dan počitka     | dan počitka                              | dan počitka    |
| 3     | 23. maj  | Bologna – Pescara | 362,5 km    |             | ravninska etapa | Ernesto Azzini (ITA) (Legnano)           | Atala–Dunlop   |
|       | 24. maj  | dan počitka       | dan počitka | dan počitka | dan počitka     | dan počitka                              | dan počitka    |
| 4     | 25. maj  | Pescara – Rim     | 294 km      |             | ravninska etapa | odpovedana                               | Atala-Dunlop   |
|       | 26. maj  | dan počitka       | dan počitka | dan počitka | dan počitka     | dan počitka                              | dan počitka    |
| 5     | 27. maj  | Rim – Firence     | 337 km      |             | gorska etapa    | Carlo Galetti (ITA) (Atala–Dunlop)       | Peugeot–Wolber |
|       | 28. maj  | dan počitka       | dan počitka | dan počitka | dan počitka     | dan počitka                              | dan počitka    |
| 6     | 29. maj  | Firence – Genova  | 267,5 km    |             | gorska etapa    | Lauro Bordin (ITA) (Gerbi)               | Atala–Dunlop   |
|       | 30. maj  | dan počitka       | dan počitka | dan počitka | dan počitka     | dan počitka                              | dan počitka    |
| 7     | 31. maj  | Genova – Torino   | 230 km      |             | gorska etapa    | Vincenzo Borgarello (ITA) (Legnano)      | Atala–Dunlop   |
|       | 1. junij | dan počitka       | dan počitka | dan počitka | dan počitka     | dan počitka                              | dan počitka    |
| 8     | 2. junij | Torino – Milano   | 280 km      |             | gorska etapa    | Giovanni Micheletto (ITA) (Atala–Dunlop) | Atala–Dunlop   |
|       | 3. junij | dan počitka       | dan počitka | dan počitka | dan počitka     | dan počitka                              | dan počitka    |
| 9     | 4. junij | Milano – Bergamo  | 235 km      |             | gorska etapa    | Vincenzo Borgarello (ITA) (Legnano)      | Atala–Dunlop   |
|       | Skupaj   | Skupaj            | 2439,6 km   | 2439,6 km   | 2439,6 km       | 2439,6 km                                | 2439,6 km      |

## Končna razvrstitev

### Ekipna razvrstitev
| Poz. | Ekipa          | Točke |
| ---- | -------------- | ----- |
| 1    | Atala–Dunlop   | 33    |
| 2    | Peugeot–Wolber | 23    |
| 3    | Gerbi          | 8     |
| 4    | Goericke       | 8     |
| 5    | Globo          | 7     |